# Nati il 1º novembre
| Questa pagina contiene informazioni ricavate automaticamente dalle voci biografiche con l'ausilio del template Bio e di un bot. L'aggiornamento è periodico e automatico e ricostruisce completamente la pagina. Se manca una persona in questa lista, sei pregato di non aggiungerla, ma accertati piuttosto che la sua voce biografica contenga il template Bio e che i dati anagrafici siano correttamente compilati. Se il template Bio manca, inseriscilo tu stesso o, in alternativa, metti l'avviso {{tmp\|Bio}} che ne segnala la mancanza. Se i dati riportati sono sbagliati, correggi direttamente la voce biografica; le modifiche saranno visibili in questa lista entro pochi giorni. Per chiarimenti vedi il progetto biografie. La lista contiene solo le 1.169 persone che sono citate nell'enciclopedia e per le quali è stato implementato correttamente il template Bio. Pagina aggiornata al 13 ago 2025. |

## IX secolo(3)
- 825 - Ludovico II il Giovane, sovrano franco († 875)
- 846 - Luigi II di Francia, re franco († 879)
- 861 - Abd Allah ibn al-Mu'tazz, poeta arabo († 908)

## XII secolo(1)
- 1165 - Enrico VI di Svevia, sovrano († 1197)

## XIII secolo(3)
- 1287 - Abu l-Juyush Nasr, sultano († 1322)
- 1288 - Ivan I di Russia, principe russo († 1340)
- 1299 - Elisabetta da Comyn, nobile inglese († 1372)

## XIV secolo(2)
- 1339 - Rodolfo IV d'Asburgo, nobile austriaco († 1365)
- 1351 - Leopoldo III d'Asburgo, duca († 1386)

## XV secolo(4)
- 1485 - Johannes Dantiscus, poeta e umanista polacco († 1548)
- 1495 - Erhard Schnepf, teologo tedesco († 1558)
- 1497 - Giovanni Ricci, cardinale italiano († 1574)
- 1499 - Rodrigo d'Aragona, nobile italiano († 1512)

## XVI secolo(22)
- 1516 - Francesco d'Este, nobile italiano († 1578)
- 1518 - Francisco de Enzinas, umanista spagnolo († 1552)
- 1526 - Caterina Jagellona, principessa polacca († 1583)
- 1527 - Pedro de Ribadeneira, gesuita spagnolo († 1611)
- 1530 - Étienne de La Boétie, filosofo, scrittore e politico francese († 1563)
- 1535 - Giovanni Battista Della Porta, filosofo, alchimista e commediografo italiano († 1615)
- 1539 - Pierre Pithou, scrittore francese († 1596)
- 1541 - Hernando de Lerma, politico, avvocato e esploratore spagnolo
- 1542 - Tarquinia Molza, compositrice, musicista e poetessa italiana († 1617)
- 1544 - Prospero Farinacci, giurista, avvocato e magistrato italiano († 1618)
- 1549 - Anna d'Asburgo, sovrana († 1580)
- 1552 - Flaminio Delfini, militare italiano († 1605)
- 1555 - Orazio Ariosto, letterato italiano († 1593)
- 1555 - Renato I Borromeo, nobile e diplomatico italiano († 1608)
- 1561 - Francesco Usper, organista e compositore italiano († 1641)
- 1567 - Diego Sarmiento de Acuña, diplomatico spagnolo († 1626)
- 1575 - William Gouge, religioso e predicatore inglese († 1670)
- 1578 - Vincenzo Ugolini, compositore e cantore italiano († 1638)
- 1585 - Jan Brożek, matematico e astronomo polacco († 1652)
- 1593 - Abel Servien, politico, diplomatico e nobile francese († 1659)
- 1597 - Pietro da Cortona, pittore e architetto italiano († 1669)
- 1598 - Giacinto Giordano Ansalone, religioso italiano († 1634)

## XVII secolo(27)
- 1607 - Georg Philipp Harsdörffer, poeta, letterato e traduttore tedesco († 1658)
- 1609 - Matthew Hale, giurista, giudice e avvocato inglese († 1676)
- 1611 - Pompeo Angelotti, storico e vescovo cattolico italiano († 1667)
- 1611 - François-Marie de Broglie, nobile e militare italiano († 1656)
- 1625 - Oliver Plunkett, arcivescovo cattolico irlandese († 1681)
- 1627 - Georg Eberhard Rumphius, biologo e botanico tedesco († 1702)
- 1635 - Johann Michael Vansleb, teologo e linguista tedesco († 1679)
- 1636 - Nicolas Boileau, poeta, scrittore e critico letterario francese († 1711)
- 1638 - Manuel Arias y Porres, cardinale e arcivescovo cattolico spagnolo († 1717)
- 1640 - Francisco de Benavides, conte († 1716)
- 1645 - Tomas Pereira, presbitero, missionario e musicista portoghese († 1708)
- 1655 - Ferdinando Kettler, nobile lettone († 1737)
- 1660 - Annibale Visconti, nobile e generale italiano († 1747)
- 1661 - Florent Carton, drammaturgo e attore teatrale francese († 1725)
- 1661 - Luigi, il Gran Delfino, nobile francese († 1711)
- 1666 - James Sherard, farmacista, botanico e musicista britannico († 1738)
- 1667 - Carlo Gaetano Stampa, cardinale e arcivescovo cattolico italiano († 1742)
- 1668 - Francesco Maria Tansi, vescovo cattolico italiano († 1723)
- 1673 - Mainardo II di Hohenzollern-Sigmaringen, principe († 1715)
- 1674 - Sergio Pola, vescovo cattolico italiano († 1748)
- 1679 - Johann Georg von Königsfeld, politico austriaco († 1750)
- 1680 - Wriothesley Russell, II duca di Bedford, nobile britannico († 1711)
- 1684 - Michail Michajlovič Golicyn, ammiraglio e diplomatico russo († 1764)
- 1686 - Colin Campbell, mercante britannico († 1757)
- 1691 - Girolamo Birago, scrittore, commediografo e poeta italiano († 1773)
- 1694 - Santo de Inzillo, vescovo cattolico italiano († 1755)
- 1696 - Karl Ferdinand von Königsegg-Rothenfels, nobile, politico e diplomatico tedesco († 1759)

## XVIII secolo(46)
- 1702 - Michail Andreevič Belosel'skij-Belozerskij, generale russo († 1755)
- 1707 - Giuseppe Bonito, pittore italiano († 1789)
- 1710 - Baldassarre Cenci, cardinale italiano († 1763)
- 1713 - Antonio Genovesi, scrittore, filosofo e economista italiano († 1769)
- 1716 - Francesco Carrara, cardinale italiano († 1793)
- 1717 - Anna Teresa di Savoia-Carignano, principessa francese († 1745)
- 1722 - Giuseppe Cosserich Teodosio, vescovo cattolico dalmata († 1802)
- 1722 - Carlo Livizzani Forni, cardinale italiano († 1802)
- 1726 - Bernardo Gigli, circense italiano († 1791)
- 1735 - Filippo Trigona, vescovo cattolico italiano († 1824)
- 1738 - Luigi Cerretti, poeta, scrittore e politico italiano († 1808)
- 1743 - Johann Friedrich Wilhelm Herbst, naturalista e entomologo tedesco († 1807)
- 1744 - Pierre Cacault, pittore e collezionista d'arte francese († 1810)
- 1744 - Maha Sura Singhanat, generale siamese († 1803)
- 1745 - Elizabeth Wrottesley, nobildonna inglese († 1822)
- 1748 - Gian Francesco Galeani Napione, storico, letterato e poeta italiano († 1830)
- 1750 - Martin Hamaliar, scrittore e pastore protestante slovacco († 1812)
- 1751 - Ennio Quirino Visconti, archeologo, politico e museologo italiano († 1818)
- 1752 - Józef Zajączek, generale polacco († 1826)
- 1753 - Félix María Calleja del Rey, militare spagnolo († 1828)
- 1756 - Domenico Orlando, vescovo cattolico italiano († 1839)
- 1757 - Francesco Aglietti, medico e letterato italiano († 1836)
- 1757 - Antonio Canova, scultore e pittore italiano († 1822)
- 1761 - Angelo Anelli, giurista, librettista e scrittore italiano († 1820)
- 1762 - Spencer Perceval, politico inglese († 1812)
- 1764 - Andrea Pignatelli di Cerchiara, militare italiano († 1833)
- 1768 - Christopher Ellery, politico statunitense († 1840)
- 1768 - Lattanzio Querena, pittore italiano († 1853)
- 1773 - Maria Teresa d'Austria-Este, nobildonna († 1832)
- 1778 - Gustavo IV Adolfo di Svezia, re († 1837)
- 1781 - Joseph Karl Stieler, pittore tedesco († 1858)
- 1782 - Frederick John Robinson, politico britannico († 1859)
- 1785 - Ján Krstiteľ Scitovský, cardinale e arcivescovo cattolico slovacco († 1866)
- 1786 - Mariquita Sánchez, patriota e attivista argentina († 1868)
- 1791 - Giovanni Battista Bagnasco, vescovo cattolico italiano († 1837)
- 1793 - Johann Friedrich von Eschscholtz, fisico, botanico e zoologo tedesco († 1831)
- 1793 - Augustus Hobart-Hampden, VI conte di Buckinghamshire, nobile inglese († 1885)
- 1794 - Leandro Ciuffa, botanico, medico e giurista italiano († 1862)
- 1794 - Johannes Baptista van Acker, pittore belga († 1863)
- 1797 - Santos Michelena, politico e diplomatico venezuelano († 1848)
- 1797 - Maria Dorotea di Württemberg, nobile († 1855)
- 1798 - Benjamin Guinness, imprenditore e filantropo irlandese († 1868)
- 1799 - Gabriel Taborin, religioso francese († 1864)
- 1800 - John Henry, politico statunitense († 1882)
- 1800 - Charles Lemaire, botanico francese († 1871)
- 1800 - Carl Meissner, botanico svizzero († 1874)

## XIX secolo(177)
- 1803 - Léonce Reynaud, ingegnere e architetto francese († 1880)
- 1804 - Luigi Magi, scultore italiano († 1871)
- 1805 - Alessandro Nini, compositore italiano († 1880)
- 1807 - Santo Varni, scultore italiano († 1885)
- 1808 - Litterio De Gregorio Alliata, politico italiano († 1885)
- 1808 - John Taylor, pastore protestante inglese († 1887)
- 1810 - Johann Friedrich Ahlfeld, teologo tedesco († 1884)
- 1811 - Frances Miriam Whitcher, scrittrice e umorista statunitense († 1852)
- 1811 - Giovanni Venerucci, patriota italiano († 1844)
- 1813 - Pierfrancesco Leopardi, nobile italiano († 1851)
- 1814 - Franz Josef Ruprecht, botanico austriaco († 1870)
- 1815 - Carlo Arduini, patriota e storico italiano († 1881)
- 1815 - Baldassarre Galli della Mantica, ammiraglio italiano († 1870)
- 1815 - Crawford Long, medico e farmacista statunitense († 1878)
- 1816 - Friedrich Wilhelm Hackländer, scrittore tedesco († 1877)
- 1816 - Gaetano Scalini, avvocato e politico italiano († 1899)
- 1817 - Youhanna Boutros Al-Hajj, patriarca cattolico libanese († 1898)
- 1819 - John Miller Adye, generale inglese († 1900)
- 1820 - Edward Clarke, pastore protestante britannico († 1912)
- 1820 - Eugenio Piva, disegnatore, cartografo e architetto italiano († 1903)
- 1822 - Sigismondo Felice Feliński, arcivescovo cattolico e santo polacco († 1895)
- 1822 - August Horislav Krčméry, compositore, pubblicista e pastore protestante slovacco († 1891)
- 1822 - Thomas Taylour, III marchese di Headfort, politico irlandese († 1894)
- 1823 - Lascăr Catargiu, politico rumeno († 1899)
- 1823 - Andrew Henry, militare britannico († 1870)
- 1823 - Isidoro La Lumia, storico e politico italiano († 1879)
- 1824 - Giuseppe Borgnini, politico italiano († 1911)
- 1826 - Luigi Caracciolo, politico e militare italiano († 1889)
- 1826 - Isidoro Santos Lozano Sirgo, pittore spagnolo († 1895)
- 1827 - Friedrich Haase, attore e direttore teatrale tedesco († 1911)
- 1831 - Harry Atkinson, politico neozelandese († 1892)
- 1831 - Leopoldo Marenco, drammaturgo, librettista e latinista italiano († 1899)
- 1832 - Mario Chigi Albani della Rovere, VII principe di Farnese, principe e militare italiano († 1914)
- 1832 - Gyula Szapáry, politico ungherese († 1905)
- 1835 - George Pomeroy Colley, militare britannico († 1881)
- 1838 - Khendrup Gyatso, monaco buddhista tibetano († 1856)
- 1839 - Ahmed Muhtar Pascià, militare e politico ottomano († 1919)
- 1840 - Santo Bertelli, pittore e scultore italiano († 1892)
- 1840 - Giacomo Doria, naturalista, botanico e politico italiano († 1913)
- 1840 - Fatma Sultan, principessa ottomana († 1884)
- 1840 - Arthur Guinness, I barone Ardilaun, imprenditore, politico e filantropo irlandese († 1915)
- 1840 - Gaspare Lavaggi, attore teatrale e impresario teatrale italiano († 1898)
- 1840 - Ernesto Rayper, pittore e incisore italiano († 1873)
- 1841 - Charles-Ange Laisant, politico e matematico francese († 1920)
- 1841 - Luigi Tezza, religioso e presbitero italiano († 1923)
- 1842 - Stojan Novaković, politico e diplomatico serbo († 1915)
- 1844 - Olga Wisinger-Florian, pittrice austriaca († 1926)
- 1845 - Sigismondo Gorazdowski, presbitero polacco († 1920)
- 1845 - Sámuel Teleki, esploratore austro-ungarico († 1916)
- 1846 - Nikolaj Vasil'evič Kletočnikov, rivoluzionario russo († 1883)
- 1847 - Emma Albani, soprano canadese († 1930)
- 1847 - Hiệp Hòa, imperatore vietnamita († 1883)
- 1848 - Jules Bastien-Lepage, pittore francese († 1884)
- 1848 - Alfredo Pioda, giurista, filosofo e politico svizzero († 1909)
- 1849 - William Merritt Chase, pittore statunitense († 1916)
- 1849 - Karl Ludwig d'Elsa, generale tedesco († 1922)
- 1850 - Rosario de Acuña y Villanueva de la Iglesia, scrittrice spagnola († 1923)
- 1850 - Nabor Soliani, ingegnere e politico italiano († 1930)
- 1851 - Élisabeth Dmitrieff, rivoluzionaria russa
- 1851 - André Wormser, compositore e banchiere francese († 1926)
- 1852 - Dario Maragliano, psichiatra italiano († 1889)
- 1852 - Domenico Tripepi, politico italiano († 1905)
- 1853 - Carlo Esterle, ingegnere italiano († 1918)
- 1855 - Guido Adler, musicologo e docente austriaco († 1941)
- 1857 - Darío de Regoyos, pittore spagnolo († 1913)
- 1858 - Joseph Tyrrell, paleontologo e geologo canadese († 1957)
- 1859 - George W. P. Hunt, politico statunitense († 1934)
- 1859 - Giulio Magni, architetto e critico d'arte italiano († 1930)
- 1859 - Bid McPhee, giocatore di baseball e allenatore di baseball statunitense († 1943)
- 1860 - José María Reina Andrade, politico guatemalteco († 1947)
- 1861 - Raymond Carré de Malberg, giurista e costituzionalista francese († 1935)
- 1861 - Josef Pospíšil, compositore di scacchi boemo († 1916)
- 1861 - Antonio Vicini, politico italiano († 1941)
- 1864 - Ezequiel Cabeza De Baca, politico statunitense († 1917)
- 1864 - Elisabetta d'Assia-Darmstadt, nobile e religiosa tedesca († 1918)
- 1864 - Guido Jacobacci, ingegnere italiano († 1922)
- 1864 - Ludwig Schlesinger, matematico tedesco († 1933)
- 1865 - Arthur Drews, filosofo tedesco († 1935)
- 1865 - Maria Pascoli, italiano († 1953)
- 1866 - Gustave Cabaret, arciere francese († 1918)
- 1866 - Cheiro, astrologo, esoterista e scrittore britannico († 1936)
- 1866 - Achille Duchêne, architetto e architetto del paesaggio francese († 1947)
- 1866 - Betzy Kjelsberg, attivista norvegese († 1950)
- 1868 - Si Kaddour Benghabrit, imam e diplomatico algerino († 1954)
- 1869 - Folco de Baroncelli-Javon, poeta e allevatore francese († 1943)
- 1869 - Raphael Eduard Liesegang, chimico tedesco († 1947)
- 1869 - Alexander Murski, attore russo († 1943)
- 1869 - Fred Wheldon, calciatore e crickettista inglese († 1924)
- 1871 - Stephen Crane, scrittore, giornalista e poeta statunitense († 1900)
- 1871 - Robert Doerr, medico e curatore editoriale austro-ungarico († 1952)
- 1871 - Andreas Roth, pittore tedesco († 1949)
- 1871 - Aleksandr Afanas'evič Spendjarov, compositore e direttore d'orchestra armeno († 1928)
- 1872 - Domenico Santoro, politico, giornalista e scrittore italiano († 1903)
- 1873 - Charles Quef, organista e compositore francese († 1931)
- 1873 - Frida Richard, attrice austriaca († 1946)
- 1874 - Emma Bell Clifton, sceneggiatrice e attrice statunitense († 1922)
- 1874 - Salima Machamba, comoriana († 1964)
- 1875 - Justus Miles Forman, scrittore e commediografo statunitense († 1915)
- 1875 - Adolf Tannert, ginnasta tedesco († 1961)
- 1876 - Fabio Massimo Scala, militare italiano († 1955)
- 1877 - Roger Quilter, compositore britannico († 1953)
- 1877 - Else Ury, scrittrice tedesca († 1943)
- 1878 - Valmore Gemignani, scultore, ceramista e pittore italiano († 1956)
- 1878 - Carlos Saavedra Lamas, giurista e politico argentino († 1959)
- 1879 - Oskar Barnack, ingegnere tedesco († 1936)
- 1879 - Pál Teleki, politico ungherese († 1941)
- 1880 - Sholem Asch, scrittore, drammaturgo e saggista polacco († 1957)
- 1880 - Alfred Wegener, geologo, meteorologo e esploratore tedesco († 1930)
- 1881 - Leonid Leonidovič Sabaneev, musicologo, critico musicale e compositore russo († 1968)
- 1882 - Dora, austriaca († 1945)
- 1882 - Ferdinando Forlati, ingegnere e architetto italiano († 1975)
- 1882 - Hilary Jenkinson, archivista britannico († 1961)
- 1882 - Giuseppe Pauri, pittore italiano († 1949)
- 1882 - Edward Van Sloan, attore statunitense († 1964)
- 1882 - Lorenzo Viani, pittore, incisore e scrittore italiano († 1936)
- 1883 - Evelyn Lintott, calciatore inglese († 1916)
- 1884 - Annibale Bergonzoli, generale italiano († 1973)
- 1884 - Federico Del Cupolo, direttore d'orchestra italiano († 1974)
- 1884 - Karl Ehn, architetto austriaco († 1959)
- 1885 - Marjorie Bowen, scrittrice e saggista inglese († 1952)
- 1885 - Pierre Dupong, politico lussemburghese († 1953)
- 1885 - Anton Flettner, ingegnere aeronautico e inventore tedesco († 1961)
- 1885 - Felicetto Giuliante, scultore italiano († 1961)
- 1885 - Luigi Guglielmino, pittore italiano († 1962)
- 1885 - Edgar J. Kaufmann, imprenditore statunitense († 1955)
- 1885 - Michał Piaszczyński, presbitero polacco († 1940)
- 1885 - Alberto Tarchiani, giornalista, politico e diplomatico italiano († 1964)
- 1885 - Edna Lewis Thomas, attrice teatrale statunitense († 1974)
- 1886 - Otto Authén, ginnasta norvegese († 1971)
- 1886 - Hermann Broch, scrittore e drammaturgo austriaco († 1951)
- 1887 - Len Hanson, ginnasta britannico († 1949)
- 1887 - L. S. Lowry, pittore britannico († 1976)
- 1887 - Rodolfo Torresan, generale italiano († 1944)
- 1888 - Albert Edison Austin, golfista canadese († 1913)
- 1888 - Fenner Brockway, politico e attivista britannico († 1988)
- 1888 - Packey McFarland, pugile statunitense († 1936)
- 1888 - Michał Sopoćko, presbitero polacco († 1975)
- 1888 - Viliami Tungī Mailefihi, principe e politico tongano († 1941)
- 1889 - Hannah Höch, artista tedesca († 1978)
- 1889 - Fritz Kaufmann, regista e sceneggiatore tedesco († 1957)
- 1889 - Philip Noel-Baker, mezzofondista, politico e diplomatico britannico († 1982)
- 1889 - Hans Wüthrich, calciatore e arbitro di calcio svizzero († 1982)
- 1889 - Kalman Zingman, editore e scrittore lituano († 1929)
- 1890 - Giuseppe Amico, generale italiano († 1943)
- 1890 - James Barton, attore statunitense († 1962)
- 1890 - Ercole Chiri, politico e partigiano italiano († 1980)
- 1890 - Vito Ciampoli, politico, ingegnere e urbanista italiano († 1962)
- 1891 - Vittorio Bonomi, militare, aviatore e imprenditore italiano († 1956)
- 1891 - Alberto Casella, commediografo, sceneggiatore e regista italiano († 1957)
- 1892 - Maurizio Garino, anarchico e sindacalista italiano († 1977)
- 1892 - Hjalmar Johansen, ginnasta danese († 1979)
- 1893 - Guido Morganti, artigiano italiano († 1957)
- 1894 - Lewis Martin, attore statunitense († 1969)
- 1894 - Michele Mastromarino, ginnasta italiano († 1986)
- 1894 - Emilio Materassi, pilota automobilistico italiano († 1928)
- 1894 - Paul Metzner, pattinatore artistico su ghiaccio tedesco
- 1894 - Chard Powers Smith, scrittore e poeta statunitense († 1977)
- 1895 - Francesco Maria Barracu, politico e militare italiano († 1945)
- 1895 - Joe Blewitt, mezzofondista e siepista britannico († 1954)
- 1895 - David Jones, poeta e pittore britannico († 1974)
- 1895 - Enrico Sannazzari, calciatore italiano († 1975)
- 1895 - Leonhard Seiderer, allenatore di calcio e calciatore tedesco († 1940)
- 1896 - Gabriele Bitterlich, mistica austriaca († 1978)
- 1896 - Edmund Blunden, scrittore, poeta e critico letterario britannico († 1974)
- 1896 - Piero Martines, calciatore italiano († 1943)
- 1897 - Robert Bourget-Pailleron, scrittore e giornalista francese († 1970)
- 1897 - Naomi Mitchison, scrittrice, poetessa e saggista britannica († 1999)
- 1898 - Edwin Francis Carpenter, astronomo statunitense († 1963)
- 1898 - Lorenzo Falco, calciatore italiano († 1988)
- 1898 - Giovanni Gallotti, calciatore e allenatore di calcio italiano († 1989)
- 1898 - Arthur Legat, pilota automobilistico belga († 1960)
- 1898 - Etelredo Pascolo, politico e giornalista italiano († 1991)
- 1898 - Walter Scherff, generale tedesco († 1945)
- 1899 - John Farquhar Fulton, neurofisiologo e biografo statunitense († 1960)
- 1900 - Albert Cadwell, calciatore inglese († 1944)
- 1900 - Rino Daus, politico italiano († 1921)
- 1900 - Corrado Tagliamonte, ammiraglio italiano († 1997)

## XX secolo(866)
- 1901 - Bruno Edmondo Arnaud, militare italiano († 1943)
- 1901 - Enrico Gabbana, militare e aviatore italiano († 1926)
- 1901 - Angelo Tondi, generale e aviatore italiano († 1994)
- 1902 - Nordahl Grieg, scrittore, giornalista e attivista norvegese († 1943)
- 1902 - Onofrio Jannuzzi, politico e avvocato italiano († 1969)
- 1902 - Eugen Jochum, direttore d'orchestra tedesco († 1987)
- 1903 - Max Adrian, attore irlandese († 1973)
- 1903 - Pasquale De Barbieri, militare e presbitero italiano († 1943)
- 1903 - Rinaldo Küfferle, poeta, traduttore e librettista russo († 1955)
- 1903 - Väinö Liikkanen, fondista finlandese († 1957)
- 1903 - Jean Tardieu, artista, poeta e drammaturgo francese († 1995)
- 1903 - Mario Zampi, regista e produttore cinematografico italiano († 1963)
- 1904 - Laura La Plante, attrice statunitense († 1996)
- 1904 - Vezio Orazi, militare, prefetto e dirigente sportivo italiano († 1942)
- 1904 - Pippi Starace, pittore italiano († 1977)
- 1905 - Garnet Ault, nuotatore canadese († 1993)
- 1905 - Aldo Fabrizi, attore, regista e sceneggiatore italiano († 1990)
- 1906 - Mario Carta, arrangiatore e pianista italiano († 1998)
- 1906 - Heinrich Fehlis, poliziotto tedesco († 1945)
- 1906 - Johnny Indrisano, pugile e stuntman statunitense († 1968)
- 1906 - Russell Page, architetto del paesaggio britannico († 1985)
- 1906 - Vasilij Nikolajevič Panov, scacchista e giornalista sovietico († 1973)
- 1906 - Egisto Rubini, antifascista e partigiano italiano († 1944)
- 1907 - Manuel Cisneros, avvocato, giornalista e politico peruviano († 1971)
- 1907 - Edmond Delfour, calciatore e allenatore di calcio francese († 1990)
- 1907 - Giovanni Delise, canottiere italiano († 1947)
- 1907 - Gregory Mangin, tennista statunitense († 1979)
- 1907 - Homero Manzi, paroliere, sceneggiatore e regista cinematografico argentino († 1951)
- 1907 - Santos Ubierna, vescovo cattolico e missionario spagnolo († 1955)
- 1907 - Mario Villa, matematico italiano († 1973)
- 1907 - Wu Yonggang, regista cinese († 1982)
- 1908 - Sylvia Bataille, attrice francese († 1993)
- 1908 - Michele Marzulli, poeta, pittore e scrittore italiano († 1991)
- 1908 - August Miete, funzionario tedesco († 1987)
- 1908 - Ira Wolfert, giornalista e scrittore statunitense († 1997)
- 1909 - Giorgio Carpi, dirigente sportivo, allenatore di calcio e calciatore italiano († 1998)
- 1909 - Otto Kumm, generale tedesco († 2004)
- 1910 - Franz Elbern, calciatore tedesco († 2002)
- 1910 - José dos Santos Lopes, calciatore brasiliano († 1996)
- 1911 - Samuel Warren Carey, geologo australiano († 2002)
- 1911 - Victoria Horne, attrice statunitense († 2003)
- 1911 - Donald William Kerst, fisico statunitense († 1993)
- 1911 - Shi Ping, politico e supercentenario cinese († 2024)
- 1911 - Amilcare Rotta, bobbista e dirigente sportivo italiano († 1981)
- 1911 - Rupert von Trapp, cantante austriaco († 1992)
- 1911 - Henri Troyat, scrittore e storico francese († 2007)
- 1911 - Sidney Wood, tennista statunitense († 2009)
- 1912 - Michele Anzalone, scrittore italiano († 1984)
- 1912 - Ahmed Sher Khan, hockeista su prato indiano († 1967)
- 1912 - Bill Miller, astista statunitense († 2008)
- 1913 - Andrzej Mostowski, matematico e logico polacco († 1975)
- 1913 - Anna Nicolosi Grasso, politica italiana († 1986)
- 1913 - Salvatore Pennisi, militare italiano († 1988)
- 1913 - Alvise Spanghero, calciatore italiano
- 1913 - Lilly Wust, tedesca († 2006)
- 1914 - Edmund Malecki, calciatore tedesco († 2001)
- 1914 - Renzo Merusi, attore e regista italiano († 1996)
- 1915 - Michele Guanti, politico italiano († 2013)
- 1915 - Bianca Lokar, nuotatrice italiana († 2012)
- 1915 - Eva Macapagal, medica filippina († 1999)
- 1915 - Vincenzo Monaldi, calciatore e allenatore di calcio italiano († 2000)
- 1915 - Nives Poli, ballerina, coreografa e regista teatrale italiana († 1999)
- 1916 - Vincenzo Barone, militare italiano († 1943)
- 1916 - Aldo Vallone, italianista e filologo italiano († 2002)
- 1917 - Huelet Benner, tiratore a segno statunitense († 1999)
- 1917 - Zenna Henderson, scrittrice di fantascienza statunitense († 1983)
- 1917 - Francesco Gaudieri, politico italiano († 2007)
- 1917 - Giuseppe Parlato, militare, dirigente pubblico e prefetto italiano († 2003)
- 1917 - Erich Rudorffer, aviatore tedesco († 2016)
- 1918 - Curly Armstrong, cestista e allenatore di pallacanestro statunitense († 1983)
- 1918 - Giacomo Foresti, calciatore italiano
- 1918 - Frédérick Leboyer, ginecologo francese († 2017)
- 1918 - Alfredo Santino Lutri, militare italiano († 1941)
- 1918 - Ken Miles, pilota automobilistico britannico († 1966)
- 1919 - Maria Benevolo, cestista italiana
- 1919 - Hermann Bondi, matematico, fisico e cosmologo austriaco († 2005)
- 1919 - Aldo Dall'Aglio, partigiano italiano († 1945)
- 1919 - Aldo Mongiano, vescovo cattolico italiano († 2020)
- 1919 - Giovanni Renzi, calciatore italiano
- 1919 - John H. Secondari, giornalista, scrittore e produttore televisivo italiano († 1975)
- 1919 - Gerard Slevin, genealogista irlandese († 1997)
- 1920 - Franco Montemurro, regista italiano († 1992)
- 1920 - Sergio Telmon, giornalista italiano († 1995)
- 1921 - Ilse Aichinger, scrittrice austriaca († 2016)
- 1921 - Antonio Bodrero, poeta e politico italiano († 1999)
- 1921 - Norman Dodgin, allenatore di calcio e calciatore inglese († 2000)
- 1921 - Ida Fink, scrittrice polacca († 2011)
- 1921 - André Grillon, allenatore di calcio e calciatore francese († 2003)
- 1921 - Harald Quandt, imprenditore e aviatore tedesco († 1967)
- 1921 - Mario Rigoni Stern, militare e scrittore italiano († 2008)
- 1922 - Francisco Antúnez, allenatore di calcio e calciatore spagnolo († 1994)
- 1922 - Ezio Barbieri, criminale italiano († 2018)
- 1922 - George S. Irving, attore, cantante e doppiatore statunitense († 2016)
- 1922 - Bob Mullens, cestista statunitense († 1989)
- 1922 - Emidio Sfredda, manager italiano († 2007)
- 1922 - Andy Tonkovich, cestista statunitense († 2006)
- 1923 - Victoria de los Ángeles, soprano spagnolo († 2005)
- 1923 - Gordon R. Dickson, scrittore e autore di fantascienza statunitense († 2001)
- 1923 - Menachem Elon, giurista israeliano († 2013)
- 1923 - Alan P. Merriam, etnomusicologo statunitense († 1980)
- 1923 - Sergej Mikaėljan, regista sovietico († 2016)
- 1923 - Luigi Pascale, ingegnere aeronautico e imprenditore italiano († 2017)
- 1924 - Mario Boldi, calciatore italiano († 2010)
- 1924 - Süleyman Demirel, politico turco († 2015)
- 1924 - Earl Dodd, cestista statunitense († 2004)
- 1924 - Ernesto Quagliariello, medico italiano († 2004)
- 1924 - Colette Renard, cantante francese († 2010)
- 1924 - Adelmo Riccardi, sindacalista e politico italiano († 2000)
- 1924 - Jeff Richards, giocatore di baseball e attore statunitense († 1989)
- 1924 - Duilio Rizzato, calciatore italiano († 2014)
- 1924 - Bob Veith, pilota automobilistico statunitense († 2006)
- 1925 - Giuseppe Calderone, mafioso italiano († 1978)
- 1925 - Carlo Carena, traduttore, critico letterario e insegnante italiano († 2023)
- 1925 - William Donald Kelley, dentista statunitense († 2005)
- 1925 - Fritz Laband, calciatore tedesco († 1982)
- 1925 - Arturo Lona Reyes, vescovo cattolico messicano († 2020)
- 1925 - Marc Quiblier, cestista francese († 1996)
- 1925 - Licio Rossetti, calciatore italiano († 1993)
- 1925 - Sambhu Saha, ex pallanuotista e ex nuotatore indiano
- 1926 - Stephen Antonakos, scultore greco († 2013)
- 1926 - Günter de Bruyn, scrittore tedesco († 2020)
- 1926 - Gottfried Diener, bobbista svizzero († 2015)
- 1926 - Giannetto Dini, antifascista e partigiano italiano († 1944)
- 1926 - Lou Donaldson, sassofonista statunitense († 2024)
- 1926 - Adriana Fiorentini, fisica e fisiologa italiana († 2016)
- 1926 - Riccardo Garrone, attore e doppiatore italiano († 2016)
- 1926 - Alberto López, cestista e allenatore di pallacanestro argentino († 2003)
- 1926 - Betsy Palmer, attrice statunitense († 2015)
- 1926 - Uberto Paolo Quintavalle, giornalista e scrittore italiano († 1997)
- 1926 - Fulvio Roiter, fotografo italiano († 2016)
- 1927 - Clara Bindi, attrice italiana († 2022)
- 1927 - Marcel Ophüls, regista, sceneggiatore e produttore cinematografico statunitense († 2025)
- 1927 - Filippo Maria Pandolfi, politico italiano († 2025)
- 1927 - Lino Spagnoli, imprenditore, pilota motonautico e dirigente sportivo italiano († 1986)
- 1927 - Herbert Wiedermann, ex canoista austriaco
- 1928 - James Bradford, sollevatore statunitense († 2013)
- 1928 - Angelo Ciavarella, politico italiano († 2023)
- 1928 - Arrigo Delladio, fondista italiano († 2015)
- 1928 - Luciano Fusari, calciatore italiano († 2017)
- 1928 - Joe Girard, statunitense († 2019)
- 1928 - Emmaline Henry, attrice statunitense († 1979)
- 1928 - Imre Nyéki, nuotatore ungherese († 1995)
- 1928 - Ted Whiteaway, pilota automobilistico britannico († 1995)
- 1929 - George Brander, calciatore scozzese († 1995)
- 1929 - Jacques Carelman, illustratore, pittore e designer francese († 2012)
- 1929 - Josef Kloimstein, canottiere austriaco († 2012)
- 1929 - Ernst Lossa, tedesco († 1944)
- 1929 - Nicholas Mavroules, politico statunitense († 2003)
- 1929 - Ričard Nikolaevič Viktorov, regista sovietico († 1983)
- 1930 - Don Anielak, cestista e allenatore di pallacanestro statunitense († 1995)
- 1930 - Edgar Basel, pugile tedesco († 1977)
- 1930 - Franz Josef Gottlieb, regista e sceneggiatore austriaco († 2006)
- 1930 - Federico Hoefer, poeta, scrittore e giornalista italiano († 2018)
- 1930 - Ivan Kolev, calciatore e allenatore di calcio bulgaro († 2005)
- 1930 - Jesús María Pérez, cestista spagnolo († 1986)
- 1930 - John Scott, flautista, compositore e direttore d'orchestra inglese
- 1931 - Giovanni Auletta Armenise, banchiere e dirigente d'azienda italiano († 2013)
- 1931 - Hernâni Ferreira da Silva, calciatore portoghese († 2001)
- 1931 - Bob Horn, pallanuotista statunitense († 2019)
- 1931 - Chosuke Ikariya, comico, attore e cantante giapponese († 2004)
- 1931 - Shunsuke Kikuchi, musicista e compositore giapponese († 2021)
- 1931 - Leonard Knight, artista statunitense († 2014)
- 1931 - Arne Pedersen, calciatore norvegese († 2013)
- 1931 - Matt Woods, allenatore di calcio e calciatore inglese († 2014)
- 1932 - Joaquín Achúcarro, pianista spagnolo
- 1932 - Al Arbour, allenatore di hockey su ghiaccio e hockeista su ghiaccio canadese († 2015)
- 1932 - Francis Arinze, cardinale e arcivescovo cattolico nigeriano
- 1932 - Giuseppe Fimognari, politico e medico italiano († 2024)
- 1932 - Alexandru Penciu, rugbista a 15, allenatore di rugby a 15 e dirigente sportivo rumeno († 2023)
- 1932 - Edgar Reitz, regista e sceneggiatore tedesco
- 1932 - Alberto Salinas, fumettista argentino († 2004)
- 1933 - Lando Conti, politico italiano († 1986)
- 1933 - Antoine Kohn, allenatore di calcio e calciatore lussemburghese († 2012)
- 1933 - Davey Moore, pugile statunitense († 1963)
- 1933 - Anita Parmesani, fondista italiana († 2015)
- 1933 - Valeriano Pelizzari, ex pattinatore italiano
- 1934 - Umberto Agnelli, imprenditore, dirigente sportivo e politico italiano († 2004)
- 1934 - Krali Bimbalov, lottatore bulgaro († 1988)
- 1934 - Nicky Gargano, pugile britannico († 2016)
- 1934 - Francesco Gervasio, politico italiano († 2005)
- 1934 - Raymond Mastrotto, ciclista su strada francese († 1984)
- 1934 - Klaus Richtzenhain, mezzofondista tedesco († 2025)
- 1934 - Giuseppe Setaro, traduttore, musicista e cantante italiano († 2014)
- 1935 - Cesare Baldini, karateka e arbitro di karate italiano († 2003)
- 1935 - Enrico Fubini, musicologo italiano
- 1935 - Vincenzo Gallucci, cardiochirurgo italiano († 1991)
- 1935 - Charles de Ganahl Koch, imprenditore statunitense
- 1935 - David C. Lindberg, storico della scienza statunitense († 2015)
- 1935 - Gary Player, ex golfista sudafricano
- 1935 - Edward Said, scrittore, letterato e docente statunitense († 2003)
- 1935 - Xie Fang, attrice cinese († 2024)
- 1936 - Eddie Colman, calciatore inglese († 1958)
- 1936 - Johnny Cox, ex cestista statunitense
- 1936 - Alberto Frizziero, politico, giornalista e imprenditore italiano († 2024)
- 1936 - Jackie Lewis, ex pilota automobilistico inglese
- 1936 - Örjan Martinsson, calciatore svedese († 1997)
- 1936 - Jack Rowell, allenatore di rugby a 15 e dirigente sportivo britannico († 2024)
- 1936 - Aleksandr Sevelëv, schermidore sovietico († 2020)
- 1936 - Giovanni Zavaglio, calciatore italiano († 2012)
- 1937 - Bill Anderson, cantante statunitense
- 1937 - Roman Dobrzyński, giornalista e esperantista polacco
- 1937 - Witta Pohl, attrice tedesca († 2011)
- 1937 - Steven Hilliard Stern, regista televisivo, regista cinematografico e produttore cinematografico canadese († 2018)
- 1937 - Ottó Török, ex pentatleta ungherese
- 1937 - Tom Waddell, multiplista, dirigente sportivo e attivista statunitense († 1987)
- 1938 - Josef Riegler, politico austriaco
- 1938 - Alfredo Moreira, ex calciatore portoghese
- 1939 - Barbara Bosson, attrice statunitense († 2023)
- 1939 - Vladimir Bukal, scacchista croato († 2008)
- 1939 - Roger Kellaway, pianista, compositore e musicista statunitense
- 1939 - Bernard Kouchner, politico e medico francese
- 1939 - Jo Morrow, attrice e modella statunitense
- 1939 - Maurizio Scattorin, doppiatore e attore italiano
- 1940 - Hellmuth Costard, regista e sceneggiatore tedesco († 2000)
- 1940 - Beth Fowler, attrice, cantante e doppiatrice statunitense
- 1940 - Joe Higgs, cantante e chitarrista giamaicano († 1999)
- 1940 - Larry Kusche, scrittore e aviatore statunitense
- 1940 - Luigi Roth, dirigente d'azienda italiano
- 1940 - Tony Wharmby, regista e produttore televisivo inglese
- 1941 - Joe Caldwell, ex cestista statunitense
- 1941 - Paolo Ciclitira, calciatore italiano († 2019)
- 1941 - Robert Foxworth, attore statunitense
- 1941 - Gino Nunes, politico italiano († 2013)
- 1941 - John Pullin, rugbista a 15 inglese († 2021)
- 1941 - Motosuke Takahashi, regista e animatore giapponese († 2007)
- 1941 - Edith Zimmermann, ex sciatrice alpina austriaca
- 1942 - Antonio Drove, regista e sceneggiatore spagnolo († 2005)
- 1942 - Larry Flynt, editore statunitense († 2021)
- 1942 - Marta Kubišová, cantante e attrice ceca
- 1942 - Miguel Palmer, attore messicano († 2021)
- 1942 - Raffaele Uzzi, doppiatore e direttore del doppiaggio italiano
- 1942 - Marcia Wallace, attrice, comica e conduttrice televisiva statunitense († 2013)
- 1942 - Teruhiko Yumura, fumettista, illustratore e designer giapponese
- 1942 - Michael Zaslow, attore statunitense († 1998)
- 1943 - Salvatore Adamo, cantautore italiano
- 1943 - Bernard Attali, dirigente d'azienda e scrittore francese
- 1943 - Jacques Attali, scrittore, banchiere e economista francese
- 1943 - Alfio Basile, allenatore di calcio e ex calciatore argentino
- 1943 - Attilio Bignasca, imprenditore e politico svizzero († 2020)
- 1943 - Fabio Ciani, politico italiano
- 1943 - Franco Cioni, ex rugbista a 15 e allenatore di rugby a 15 italiano
- 1943 - Norberto Crivelli, politico svizzero
- 1943 - Theo van Duivenbode, ex calciatore olandese
- 1943 - Reinhild Hoffmann, danzatrice e coreografa tedesca
- 1943 - Tom Mack, ex giocatore di football americano statunitense
- 1943 - Luigino Vallongo, allenatore di calcio e ex calciatore italiano
- 1943 - Luis Vera, ex calciatore uruguaiano
- 1944 - Bobby Heenan, statunitense († 2017)
- 1944 - Sergio Markarián, allenatore di calcio uruguaiano
- 1944 - Lee Smith, scrittrice statunitense
- 1944 - Oscar Temaru, politico tahitiano
- 1944 - Rafīq al-Ḥarīrī, politico e imprenditore libanese († 2005)
- 1945 - Anthony Sablan Apuron, arcivescovo cattolico statunitense
- 1945 - Gilberto Braga, sceneggiatore e autore televisivo brasiliano († 2021)
- 1945 - Pavel Bucur, scultore romeno († 2016)
- 1945 - Renzo S. Crivelli, saggista, giornalista e scrittore italiano
- 1945 - Lani Hall, cantautrice e produttrice discografica statunitense
- 1945 - Blaž Jakopič, ex sciatore alpino jugoslavo
- 1945 - Vladimir Nazlymov, ex schermidore sovietico
- 1945 - Ennio Remondino, giornalista italiano
- 1945 - John Williamson, cantante, chitarrista e compositore australiano
- 1946 - Peter Allen, calciatore inglese († 2023)
- 1946 - Bruno Chinellato, allenatore di calcio e calciatore italiano († 2008)
- 1946 - Ric Grech, bassista e polistrumentista britannico († 1990)
- 1946 - Paolo Macry, storico italiano
- 1946 - Enrico Maggioni, dirigente sportivo e ex ciclista su strada italiano
- 1946 - Dennis Muren, artista e effettista statunitense
- 1946 - Georgij Nikolaenko, attore e regista sovietico
- 1946 - Yuko Shimizu, designer giapponese
- 1946 - Herbert Spohn, fisico e matematico tedesco
- 1946 - Jean-Paul Villain, ex siepista francese
- 1946 - Zhang Gaoli, politico cinese
- 1947 - Gordon Brown, rugbista a 15 britannico († 2001)
- 1947 - Carla Cantone, politica italiana
- 1947 - Tom Curtis, ex giocatore di football americano statunitense
- 1947 - Clarence Glover, ex cestista statunitense
- 1947 - Ted Hendricks, ex giocatore di football americano statunitense
- 1947 - Taizō Ichinose, fotografo giapponese († 1973)
- 1947 - Cesare Montecucco, patologo italiano
- 1947 - Jim Steinman, produttore discografico, compositore e pianista statunitense († 2021)
- 1948 - Hans Aabech, calciatore danese († 2018)
- 1948 - Luciano Cesini, allenatore di calcio e ex calciatore italiano
- 1948 - Levi Fontaine, ex cestista statunitense
- 1948 - Giorgio Gatti, baritono italiano († 2021)
- 1948 - Gianfranco Geromel, ex calciatore italiano
- 1948 - Tim Ingold, antropologo inglese
- 1948 - Phil Myre, allenatore di hockey su ghiaccio e ex hockeista su ghiaccio canadese
- 1948 - Charles Picqué, politico belga
- 1948 - Giorgio Piola, giornalista e commentatore televisivo italiano
- 1948 - Calvin Russell, cantautore e chitarrista statunitense († 2011)
- 1949 - Jeannie Berlin, attrice e sceneggiatrice statunitense
- 1949 - Homi K. Bhabha, filosofo indiano
- 1949 - Bernhard Cullmann, ex calciatore tedesco
- 1949 - David Foster, tastierista, produttore discografico e compositore canadese
- 1949 - Michael Douglas Griffin, fisico e ingegnere statunitense
- 1949 - Rainer Hunold, attore tedesco
- 1949 - Mihály Kozma, ex calciatore ungherese
- 1949 - Bella La Rosa, modella venezuelana
- 1949 - Vladimir Malygin, allenatore di calcio e ex calciatore sovietico
- 1949 - Raffaele Minichiello, militare italiano
- 1949 - Evgenij Vasil'evič Mironov, ex pesista sovietico
- 1949 - Mauro Paoluzzi, compositore, arrangiatore e produttore discografico italiano
- 1949 - Florence Steurer, ex sciatrice alpina francese
- 1950 - Felicio Angrisano, ammiraglio italiano
- 1950 - Corky Calhoun, ex cestista statunitense
- 1950 - Robert Laughlin, fisico statunitense
- 1950 - Abdellah Mohia, scrittore, poeta e drammaturgo algerino († 2004)
- 1950 - Dan Peek, cantante e musicista statunitense († 2011)
- 1950 - Margarita Skeet, ex cestista cubana
- 1950 - Jan Evert Veer, ex pallanuotista olandese
- 1951 - Ross Case, ex tennista australiano
- 1951 - Riccardo De Corato, politico italiano
- 1951 - Karl-Heinz Granitza, ex calciatore tedesco
- 1951 - Leopold Gruber, ex sciatore alpino austriaco
- 1951 - José Heredia Jiménez, allenatore di calcio e ex calciatore spagnolo
- 1951 - Fabrice Luchini, attore e umorista francese
- 1951 - Fernando Mamede, ex mezzofondista portoghese
- 1951 - Stelică Morcov, ex lottatore rumeno
- 1951 - Mike Speight, allenatore di calcio e ex calciatore inglese
- 1952 - Diana Dilova, ex cestista bulgara
- 1952 - Bora Đorđević, cantante, musicista e politico serbo († 2024)
- 1952 - Santino Loddo, politico italiano
- 1952 - Zmago Sagadin, allenatore di pallacanestro sloveno
- 1953 - Lello Arena, cabarettista, attore e regista italiano
- 1953 - Marc Batta, ex arbitro di calcio francese
- 1953 - Carlos José Báez, ex calciatore paraguaiano
- 1953 - Roberto Capuzzo Dolcetta, astrofisico italiano
- 1953 - Nancy Jan Davis, ex astronauta e ingegnere statunitense
- 1953 - Bogusław Dawidow, direttore d'orchestra polacco
- 1953 - Eric Fernsten, ex cestista statunitense
- 1953 - Kenjirō Ishimaru, attore giapponese
- 1953 - Darrell Issa, politico statunitense
- 1953 - Dušan Mramor, politico sloveno
- 1953 - Alfredo Papa, imitatore e conduttore televisivo italiano († 2005)
- 1953 - Patrick Christopher Pinder, arcivescovo cattolico bahamense
- 1953 - Bruce Poliquin, politico statunitense
- 1954 - Sherman Smith, ex giocatore di football americano e allenatore di football americano statunitense
- 1955 - Joe Arroyo, cantautore colombiano († 2011)
- 1955 - Rocco Barbaro, comico e cabarettista italiano
- 1955 - Natale D'Amico, politico italiano
- 1955 - Beth Leavel, attrice e cantante statunitense
- 1955 - Mohsen Medhat Warda, ex cestista egiziano
- 1956 - Gaby Albrecht, cantante tedesca
- 1956 - Massimo Bianchi, ex calciatore italiano
- 1956 - Mike Connell, ex calciatore sudafricano
- 1956 - Paulo Gonzo, cantautore portoghese
- 1956 - Enzo Mocellin, ex calciatore italiano
- 1956 - Aldo Penna, scrittore e politico italiano
- 1956 - Mirko Petrov, ex calciatore jugoslavo
- 1956 - Brigitte Simon, ex tennista francese
- 1957 - Clyde Austin, ex cestista statunitense
- 1957 - Peter Ostrum, attore e veterinario statunitense
- 1957 - Lyle Lovett, musicista, cantante e attore statunitense
- 1957 - Valerij Novikov, ex calciatore sovietico
- 1957 - Murray Pierce, ex rugbista a 15 neozelandese
- 1957 - Sergej Postrechin, ex canoista sovietico
- 1957 - Cristina Sparagana, poetessa e traduttrice italiana
- 1957 - Salvatore Torrisi, politico italiano
- 1957 - Vinicio Verza, ex calciatore italiano
- 1958 - Michele Brambilla, giornalista e scrittore italiano
- 1958 - Lilja Budžurova, giornalista e poetessa ucraina
- 1958 - Paola Cantalupo, ballerina italiana
- 1958 - Stephen Hopkins, regista, produttore cinematografico e produttore televisivo australiano
- 1958 - Tarcisius Isao Kikuchi, cardinale e arcivescovo cattolico giapponese
- 1958 - Rachel Ticotin, attrice statunitense
- 1959 - Demetrio Battaglia, politico italiano
- 1959 - Milko Bizjak, organista e musicologo sloveno
- 1959 - Valeria Cavalli, attrice e modella italiana
- 1959 - Susanna Clarke, scrittrice inglese
- 1959 - David Ermini, ex politico e avvocato italiano
- 1959 - Maura Forte, politica italiana
- 1959 - Eriko Hara, doppiatrice giapponese
- 1959 - Simone Lottici, ex cestista e allenatore di pallacanestro italiano
- 1959 - Savio Riccardi, compositore italiano
- 1959 - Marcia Sedoc, attrice e showgirl surinamese
- 1960 - Yves Cape, direttore della fotografia belga
- 1960 - Tim Cook, dirigente d'azienda, filantropo e ingegnere statunitense
- 1960 - Knut Torbjørn Eggen, calciatore e allenatore di calcio norvegese († 2012)
- 1960 - Alan Harper, dirigente sportivo e ex calciatore inglese
- 1960 - Stanislav Hončarenko, allenatore di calcio a 5, allenatore di calcio e ex calciatore ucraino
- 1960 - Marco Massari, medico e politico italiano
- 1960 - Marijan Pušnik, allenatore di calcio sloveno
- 1960 - Veronika Skvorcova, neurologa e politica russa
- 1960 - Karl Tilleman, ex cestista canadese
- 1960 - Fernando Valenzuela, giocatore di baseball messicano († 2024)
- 1961 - Anne Donovan, cestista e allenatrice di pallacanestro statunitense († 2018)
- 1961 - Carlos Enrique Estrada, ex calciatore colombiano
- 1961 - Nicky Grist, copilota di rally britannico
- 1961 - Petr Pavel, politico e generale ceco
- 1961 - Phil Perkins, archeologo e etruscologo britannico
- 1961 - Maria Elvira Salazar, giornalista e politica statunitense
- 1961 - Derek Smith, cestista e allenatore di pallacanestro statunitense († 1996)
- 1961 - Ryan Zinke, politico e ex militare statunitense
- 1962 - Anees Bazmee, regista e sceneggiatore indiano
- 1962 - Carlos Branca, regista teatrale e attore argentino
- 1962 - Agnès Buzyn, politica e medico francese
- 1962 - Stefano Casagrande, ex ciclista su strada italiano
- 1962 - Brenda Chapman, regista e sceneggiatrice statunitense
- 1962 - Fran Clough, ex rugbista a 15 britannico
- 1962 - Giuliano Cotellessa, pittore e artista italiano
- 1962 - Sharron Davies, ex nuotatrice britannica
- 1962 - Irene Fargo, cantante e attrice teatrale italiana († 2022)
- 1962 - Magne Furuholmen, musicista norvegese
- 1962 - Jill Henselwood, cavallerizza canadese
- 1962 - Calvin Johnson, chitarrista e cantautore statunitense
- 1962 - Anthony Kiedis, cantautore, rapper e attore statunitense
- 1962 - Francisco López Alfaro, allenatore di calcio e ex calciatore spagnolo
- 1962 - Mauro Marinello, regista televisivo italiano
- 1962 - Zahir Pajaziti, militare kosovaro († 1997)
- 1962 - Hendrik Redant, dirigente sportivo e ex ciclista su strada belga
- 1962 - Ulf Timmermann, ex pesista tedesco
- 1962 - Lauro Tisi, arcivescovo cattolico italiano
- 1962 - Helene Udy, attrice, regista e produttrice televisiva statunitense
- 1963 - Rick Allen, batterista britannico
- 1963 - Kae Araki, doppiatrice giapponese
- 1963 - Massimo Corsaro, politico italiano
- 1963 - Ana María Eizaguirre, ex cestista spagnola
- 1963 - Antonella Elia, attrice, conduttrice televisiva e showgirl italiana
- 1963 - Giorgio Gherarducci, conduttore radiofonico italiano
- 1963 - Billy Gunn, wrestler e powerlifter statunitense
- 1963 - Sergio Santos Hernández, allenatore di pallacanestro argentino
- 1963 - Mark Hughes, allenatore di calcio e ex calciatore gallese
- 1963 - Philippe Lucas, ex calciatore francese
- 1963 - Nita Ambani, imprenditrice indiana
- 1963 - Katja Riemann, attrice, cantante e scrittrice tedesca
- 1963 - Barbara Sillari, artista italiana
- 1963 - Nicu Vlad, ex sollevatore rumeno
- 1964 - Gabriella Borri, attrice teatrale e doppiatrice italiana
- 1964 - Randy A. George, generale statunitense
- 1964 - Michael Gruber, attore, cantante e ballerino statunitense
- 1964 - Sophie B. Hawkins, cantautrice e musicista statunitense
- 1964 - Orestes Kindelán, giocatore di baseball cubano
- 1964 - Otto Konrad, allenatore di calcio e ex calciatore austriaco
- 1964 - Daran Norris, attore e doppiatore statunitense
- 1964 - Lou Rhodes, cantautrice e musicista inglese
- 1964 - Richard Scheufler, musicista, cantante e compositore ceco
- 1965 - Christophe Clement, allevatore statunitense († 2025)
- 1965 - Zita Dazzi, giornalista e scrittrice italiana
- 1965 - Hallgeir Finbråten, ex calciatore norvegese
- 1965 - Silvio Gori, calciatore italiano († 2001)
- 1965 - Olaf Hampel, bobbista tedesco
- 1965 - Padmini Kolhapure, attrice indiana
- 1965 - Andrea Mei, musicista, compositore e produttore discografico italiano
- 1965 - Diego Giovanni Ravelli, arcivescovo cattolico italiano
- 1966 - Fabrizio Bontempi, ex ciclista su strada e dirigente sportivo italiano
- 1966 - Dania Cañizares, ex cestista cubana
- 1966 - Héctor De Marco, ex rugbista a 15, allenatore di rugby a 15 e ingegnere argentino
- 1966 - Danny Everett, ex velocista statunitense
- 1966 - Rami Hadar, allenatore di pallacanestro israeliano
- 1966 - Jeremy Hunt, politico britannico
- 1966 - Ingo Steuer, ex pattinatore artistico su ghiaccio tedesco
- 1967 - Tina Arena, cantante australiana
- 1967 - Adriana Cantisani, educatrice, personaggio televisivo e scrittrice uruguaiana
- 1967 - Marco Carrara, allenatore di calcio e ex calciatore italiano
- 1967 - Félix Fernández, ex calciatore messicano
- 1967 - Jean-Christophe Guinchard, triatleta svizzero
- 1967 - Carlo Orlandi, ex rugbista a 15, allenatore di rugby a 15 e dirigente sportivo italiano
- 1967 - Pierre Coffin, regista e doppiatore francese
- 1967 - Miguel Rimba, ex calciatore boliviano
- 1967 - Plum Mariko, wrestler giapponese († 1997)
- 1968 - Nicanor Austriaco, biologo filippino
- 1968 - Enrique Balbontin, comico, cabarettista e conduttore televisivo italiano
- 1968 - Jan Boersma, ex velista olandese
- 1968 - Chen Chao-jung, attore taiwanese
- 1968 - Ivan Crico, pittore e poeta italiano
- 1968 - Matt Elliott, allenatore di calcio e ex calciatore scozzese
- 1968 - Silvio Fauner, ex fondista italiano
- 1968 - Barbara Fiorio, scrittrice italiana
- 1968 - Gisele Miró, ex tennista brasiliana
- 1968 - Andrea Nugent, ex nuotatrice canadese
- 1968 - Lina Čerjazova, sciatrice freestyle uzbeka († 2019)
- 1969 - Abdullah Al-Dosari, ex calciatore saudita
- 1969 - Gary Alexander, ex cestista statunitense
- 1969 - Big Hawk, rapper statunitense († 2006)
- 1969 - Tie Domi, ex hockeista su ghiaccio canadese
- 1969 - Mikheil Jishkariani, ex calciatore georgiano
- 1969 - Darije Kalezić, allenatore di calcio e ex calciatore bosniaco
- 1969 - Óscar Ruiz, ex arbitro di calcio colombiano
- 1969 - Toussaint Service, ex calciatore della Repubblica del Congo
- 1970 - Ceferino Bencomo, ex calciatore venezuelano
- 1970 - Igor Cvitanović, allenatore di calcio e ex calciatore croato
- 1970 - Michie Mee, rapper e attrice canadese
- 1970 - Evgenija Nikonova, ex cestista russa
- 1970 - Erik Spoelstra, allenatore di pallacanestro e ex cestista statunitense
- 1970 - Jorge de León, tenore spagnolo
- 1971 - Azman Adnan, ex calciatore e ex giocatore di calcio a 5 malaysiano
- 1971 - Hansjörg Lingg, ex calciatore liechtensteinese
- 1971 - Luis Márquez Martín, calciatore spagnolo († 2023)
- 1971 - Chris Prynoski, animatore e regista statunitense
- 1971 - Antonio Sánchez, batterista messicano
- 1971 - Aleksej Tichonov, ex pattinatore artistico su ghiaccio russo
- 1971 - Wouter Van Besien, politico belga
- 1972 - Antonio Arcadio, allenatore di calcio e ex calciatore italiano
- 1972 - Toni Collette, attrice australiana
- 1972 - Paul Dickov, allenatore di calcio e ex calciatore scozzese
- 1972 - Kevin Horlock, allenatore di calcio e ex calciatore nordirlandese
- 1972 - Jenny McCarthy, attrice, modella e conduttrice televisiva statunitense
- 1973 - Magdalena Aicega, ex hockeista su prato argentina
- 1973 - David Berman, attore statunitense
- 1973 - Dawn Burrell, ex lunghista statunitense
- 1973 - Fabrizio Carcano, scrittore e giornalista italiano
- 1973 - Martín Ferrer, ex cestista spagnolo
- 1973 - Antonietta Giongo, ex pentatleta italiana
- 1973 - Igor González de Galdeano, dirigente sportivo e ex ciclista su strada spagnolo
- 1973 - Geoff Horsfield, allenatore di calcio e ex calciatore inglese
- 1973 - Aljaksandr Kul'čy, allenatore di calcio e ex calciatore bielorusso
- 1973 - Li Dashuang, ex ginnasta cinese
- 1973 - Li Xiaoshuang, ex ginnasta cinese
- 1973 - Robert Luketic, regista australiano
- 1973 - Aishwarya Rai, attrice, modella e produttrice cinematografica indiana
- 1973 - Milan Rastavac, allenatore di calcio e ex calciatore serbo
- 1973 - Leonardo Sottani, ex pallanuotista e allenatore di pallanuoto italiano
- 1973 - Simon Stewart, ex calciatore inglese
- 1973 - Yusaku Ueno, ex calciatore giapponese
- 1974 - Alessandro Fabrizi, direttore d'orchestra italiano
- 1974 - Faisal bin Farhan Al Saud, diplomatico, politico e principe saudita
- 1974 - Karsh Kale, compositore e musicista statunitense
- 1975 - Azrul Amri Burhan, ex calciatore e ex giocatore di calcio a 5 malese
- 1975 - Bo Bice, cantante e musicista statunitense
- 1975 - Herbert Bicker, ex calciatore liechtensteinese
- 1975 - Wayne Corden, ex calciatore inglese
- 1975 - Roberto Dueñas, ex cestista spagnolo
- 1975 - Manuel Ferrara, attore pornografico francese
- 1975 - Łukasz Kruczek, saltatore con gli sci polacco
- 1975 - Lucky McKee, regista, sceneggiatore e attore statunitense
- 1975 - Natal'ja Paderina, tiratrice a segno russa
- 1975 - Ola Rosling, statistico svedese
- 1975 - Marco Réa, artista italiano
- 1975 - Orlando Santiago, ex cestista portoricano
- 1975 - Ken Silverman, informatico statunitense
- 1975 - Kirill Sosunov, ex lunghista e bobbista russo
- 1975 - Edmar Victoriano, ex cestista angolano
- 1975 - Erben Wennemars, pattinatore di velocità su ghiaccio olandese
- 1976 - Santos Cabrera, ex calciatore salvadoregno
- 1976 - Cosima De Vito, cantante australiana
- 1976 - Guti, allenatore di calcio e ex calciatore spagnolo
- 1976 - Stefan Lexa, ex calciatore austriaco
- 1976 - Chad Lindberg, attore statunitense
- 1976 - Karen Makishima, politica giapponese
- 1976 - Logan Marshall-Green, attore e regista statunitense
- 1976 - Ludovic Mercier, ex rugbista a 15 e allenatore di rugby a 15 francese
- 1976 - Sebastián Peratta, ex calciatore argentino
- 1976 - Tracy Reid, ex cestista statunitense
- 1976 - Enrique da Silva, ex schermidore venezuelano
- 1977 - Pilar Alegría, docente e politica spagnola
- 1977 - Álvaro Luiz Maior de Aquino, ex calciatore brasiliano
- 1977 - Alexandros Avranas, regista e sceneggiatore greco
- 1977 - Cornel Buta, ex calciatore rumeno
- 1977 - Carl Cort, ex calciatore inglese
- 1977 - Frantz Gilles, ex calciatore haitiano
- 1977 - Steve Hutchinson, ex giocatore di football americano statunitense
- 1977 - Tomohiko Ikeuchi, ex calciatore giapponese
- 1977 - Janet Klein, biatleta e fondista tedesca
- 1977 - André Schei Lindbæk, ex calciatore norvegese
- 1977 - Eric Turner, cantautore statunitense
- 1977 - Felix Van Groeningen, regista e sceneggiatore belga
- 1977 - Jake Voskuhl, ex cestista statunitense
- 1977 - Tadas Žemaitis, pentatleta lituano
- 1978 - Lazare Adingono, ex cestista e allenatore di pallacanestro camerunese
- 1978 - Cristian Beggi, pilota motociclistico italiano
- 1978 - Elbekay Bouchiba, ex calciatore olandese
- 1978 - Chen Yongqiang, ex calciatore cinese
- 1978 - Kevin James Custer, regista statunitense
- 1978 - Francesco De Francesco, doppiatore italiano
- 1978 - Selma Ergeç, attrice tedesca
- 1978 - Hao Lei, attrice cinese
- 1978 - Danny Koevermans, allenatore di calcio e ex calciatore olandese
- 1978 - Andrij Kornjev, ex calciatore ucraino
- 1978 - Sonja Lang, linguista, traduttrice e esperantista canadese
- 1978 - Ania Cecilia, cantautrice italiana
- 1978 - Abdeslam Ouaddou, ex calciatore marocchino
- 1978 - Lázaro Ramos, attore, scrittore e regista brasiliano
- 1978 - Kristen Rasmussen, ex cestista e allenatrice di pallacanestro statunitense
- 1978 - Tyler Reks, ex wrestler statunitense
- 1978 - Lise Rønne, conduttrice televisiva danese
- 1978 - Bermane Stiverne, pugile haitiano
- 1978 - Jessica Valenti, scrittrice statunitense
- 1979 - Alice Basso, scrittrice italiana
- 1979 - Oksana Baulina, giornalista russa († 2022)
- 1979 - Coco Crisp, ex giocatore di baseball statunitense
- 1979 - David Cuéllar, ex calciatore spagnolo
- 1979 - Luís Delgado, ex calciatore angolano
- 1979 - Milan Dudić, ex calciatore serbo
- 1979 - Christophe Edaleine, ex ciclista su strada francese
- 1979 - Atsuko Enomoto, doppiatrice giapponese
- 1979 - Luca Ferrante, attore e doppiatore italiano
- 1979 - Tommy Knarvik, allenatore di calcio e ex calciatore norvegese
- 1979 - Darjuš Lavrinovič, ex cestista lituano
- 1979 - Kšyštof Lavrinovič, ex cestista lituano
- 1979 - Marcello Nardis, tenore e pianista italiano
- 1979 - Chris Pearson, ex cestista britannico
- 1979 - Luis Gatty Ribeiro, calciatore boliviano
- 1979 - Andrew Sheridan, ex rugbista a 15, musicista e compositore britannico
- 1979 - Paolo Vernazza, ex calciatore inglese
- 1979 - Rachel Yankey, allenatrice di calcio e ex calciatrice britannica
- 1980 - Savaliga Afu, ex calciatore samoano americano
- 1980 - Mohammed bin Abdulrahman bin Jassim Al Thani, politico qatariota
- 1980 - Musa Aydın, ex calciatore turco
- 1980 - Ian Bakala, ex calciatore zambiano
- 1980 - Sergej Bondarev, pittore, grafico e scultore russo
- 1980 - Riku Hahl, ex hockeista su ghiaccio finlandese
- 1980 - Bojan Krstović, ex cestista serbo
- 1980 - Jérémie Rodrigues, ex calciatore francese
- 1980 - Dani Rovira, attore, cabarettista e comico spagnolo
- 1980 - Fərhad Vəliyev, ex calciatore azero
- 1980 - Adam Wiercioch, schermidore polacco
- 1980 - Marta Zurro, ex cestista spagnola
- 1981 - Pierre Fitch, attore pornografico e disc jockey canadese
- 1981 - Thiago Fragoso, attore, conduttore televisivo e cantante brasiliano
- 1981 - Karolis Jasaitis, ex calciatore lituano
- 1981 - Stian Johnsen, giocatore di calcio a 5, allenatore di calcio e ex calciatore norvegese
- 1981 - Matt Jones, attore statunitense
- 1981 - Tommy Karevik, cantante svedese
- 1981 - Marie Luv, ex attrice pornografica e regista statunitense
- 1981 - Léo Margarit, batterista francese
- 1981 - Coco Martin, attore filippino
- 1981 - Evan Mathis, ex giocatore di football americano statunitense
- 1981 - LaTavia Roberson, cantautrice, attrice e personaggio televisivo statunitense
- 1981 - Pnina Tamano-Shata, avvocato e giornalista israeliana
- 1981 - Wu Pingfeng, ex calciatore cinese
- 1982 - Stanley Asumnu, ex cestista statunitense
- 1982 - Maria Chiara Augenti, attrice italiana
- 1982 - LA Knight, wrestler statunitense
- 1982 - Moharram Navidkia, allenatore di calcio e ex calciatore iraniano
- 1982 - Bradley Orr, ex calciatore inglese
- 1982 - Stefania Sansonna, ex pallavolista italiana
- 1982 - Warren Spragg, rugbista a 15 britannico
- 1982 - Maxime Testu, pilota motociclistico francese
- 1982 - E-Dubble, rapper statunitense († 2017)
- 1983 - Jermaine Bucknor, allenatore di pallacanestro e ex cestista canadese
- 1983 - JP Cooper, cantautore britannico
- 1983 - Sebastián Gómez, allenatore di calcio e ex calciatore andorrano
- 1983 - SoulJa, rapper giapponese
- 1983 - Pedro López Muñoz, ex calciatore spagnolo
- 1983 - Hugh McMeniman, rugbista a 15 australiano
- 1983 - Matt Moulson, hockeista su ghiaccio canadese
- 1983 - Yūko Ogura, modella giapponese
- 1983 - Christina Risler, ex sciatrice alpina canadese
- 1983 - Hendrik Rubeksen, ex calciatore faroese
- 1983 - Václav Svěrkoš, ex calciatore ceco
- 1983 - Hanna Thompson, schermitrice statunitense
- 1983 - Jelena Tomašević, cantante serba
- 1983 - Josh Wicks, calciatore statunitense
- 1984 - Hosny Abd Rabo, ex calciatore egiziano
- 1984 - Majed Al-Marshedi, calciatore saudita
- 1984 - Osmar Bravo, pugile nicaraguense
- 1984 - Jenna Ellis, avvocato statunitense
- 1984 - Damiano Ferronetti, ex calciatore italiano
- 1984 - Kevin Foley, allenatore di calcio e ex calciatore inglese
- 1984 - Nina Girado, cantante filippina
- 1984 - Miloš Krasić, ex calciatore serbo
- 1984 - Michaël N'dri, ex calciatore francese
- 1984 - Sávio Oliveira do Vale, ex calciatore brasiliano
- 1984 - Chrīstos Pipinīs, calciatore greco
- 1984 - Phil Fish, autore di videogiochi canadese
- 1984 - Quan Prowell, ex cestista statunitense
- 1984 - Matúš Putnocký, calciatore slovacco
- 1984 - Kristian Tettli Rennemo, ex fondista norvegese
- 1984 - Natalia Tena, attrice e musicista britannica
- 1984 - Rene Toft Hansen, pallamanista danese
- 1984 - Macnelly Torres, ex calciatore colombiano
- 1984 - Jevhenij Valenko, ex giocatore di calcio a 5 ucraino
- 1984 - Peter Wiersum, canottiere olandese
- 1985 - Alexandra Avena, schermitrice messicana
- 1985 - Patryk Czarnowski, pallavolista polacco
- 1985 - Tiberio Guarente, ex calciatore italiano
- 1985 - Huang Haiyang, schermitrice cinese
- 1985 - Panos Kōnstantinou, ex calciatore cipriota
- 1985 - Marcus Landry, ex cestista statunitense
- 1985 - Stefan Lassen, ex hockeista su ghiaccio danese
- 1985 - Maiya Maneza, sollevatrice kazaka
- 1985 - Ida Marcussen, multiplista norvegese
- 1985 - Paulo Orlando, ex giocatore di baseball brasiliano
- 1985 - Brandon Rodd, giocatore di football americano statunitense
- 1985 - Arthur Sorin, ex calciatore francese
- 1986 - Penn Badgley, attore e musicista statunitense
- 1986 - Ksenija Balta, lunghista, multiplista e velocista estone
- 1986 - Ileana D'Cruz, attrice indiana
- 1986 - Niels Fleuren, ex calciatore olandese
- 1986 - Jarred Gillett, arbitro di calcio australiano
- 1986 - Nastas'sja Jakimava, tennista bielorussa
- 1986 - Morgan Krantz, attore, regista e modello statunitense
- 1986 - Arianna Marchesi, ex calciatrice italiana
- 1986 - Phan Thanh Bình, calciatore vietnamita
- 1986 - Flavia Zoccari, nuotatrice italiana
- 1987 - Saori Ariyoshi, calciatrice giapponese
- 1987 - Alice Bellagamba, ballerina, attrice e direttrice artistica italiana
- 1987 - Zach Cherry, attore statunitense
- 1987 - Jamie Demetriou, comico, attore e sceneggiatore britannico
- 1987 - Timothy Dupont, ciclista su strada belga
- 1987 - Tony Hurel, ex ciclista su strada francese
- 1987 - Bruce Irvin, giocatore di football americano statunitense
- 1987 - Uhunoma Osazuwa, ex multiplista nigeriana
- 1987 - Nicolás Romano, cestista argentino
- 1987 - Jordi Rubio, calciatore andorrano
- 1987 - Dagno Siaka, allenatore di calcio e ex calciatore ivoriano
- 1987 - Ėduard Žaŭneraŭ, calciatore bielorusso
- 1988 - Robert Alford, giocatore di football americano statunitense
- 1988 - Shōta Arai, calciatore giapponese
- 1988 - Scott Arfield, calciatore canadese
- 1988 - Tommaso Bianchi, calciatore italiano
- 1988 - Quino Colom, ex cestista andorrano
- 1988 - Larry Donnell, giocatore di football americano statunitense
- 1988 - Ai Fukuhara, tennistavolista giapponese
- 1988 - Mak Lind, allenatore di calcio e ex calciatore svedese
- 1988 - Park Gi-dong, calciatore sudcoreano
- 1988 - Damian Saunders, ex cestista statunitense
- 1988 - Federico Taborda, calciatore argentino
- 1988 - Masahiro Tanaka, giocatore di baseball giapponese
- 1988 - Marta Zanini, ex calciatrice italiana
- 1989 - Samir Aït Saïd, ginnasta francese
- 1989 - Mohamed Benyettou, calciatore algerino
- 1989 - Mihail Dudaš, multiplista serbo
- 1989 - Michael Egnew, giocatore di football americano statunitense
- 1989 - Odmar Færø, calciatore faroese
- 1989 - Eduardo Iturrizaga, scacchista venezuelano
- 1989 - Jordan Johnson-Hinds, attore canadese
- 1989 - Robert Lundström, calciatore svedese
- 1989 - André McFarlane, calciatore britannico
- 1989 - Jan Morávek, calciatore ceco
- 1989 - Jesse Perry, ex cestista statunitense
- 1989 - Gabriela Soukalová, ex biatleta ceca
- 1990 - Andee, cantante canadese
- 1990 - Əli Babayev, ex calciatore israeliano
- 1990 - Remy Brand, attore e fotografo australiano
- 1990 - Sébastien Corchia, calciatore francese
- 1990 - Valérie Courtois, pallavolista belga
- 1990 - Nadia Flores, cestista argentina
- 1990 - Tim Frazier, cestista statunitense
- 1990 - Pelayo Novo García, calciatore spagnolo († 2023)
- 1990 - Mike Gillislee, giocatore di football americano statunitense
- 1990 - Elisa Giordano, rugbista a 15 italiana
- 1990 - Abdelaziz Ali Guechi, calciatore algerino
- 1990 - Luka Mirković, calciatore montenegrino
- 1990 - Ioannis Nifadopoulos, velocista greco
- 1990 - Šárka Pančochová, snowboarder ceca
- 1990 - Islam Ramadan, calciatore egiziano
- 1990 - Arcëm Salavej, ex calciatore bielorusso
- 1990 - Zizi Strallen, attrice, cantante e ballerina britannica
- 1990 - Simone Giertz, inventrice e youtuber svedese
- 1990 - Masunoyama Tomoharu, lottatore di sumo giapponese
- 1990 - Duško Trajčevski, calciatore macedone
- 1990 - Hannah Werth, pallavolista statunitense
- 1991 - Lisa Magdalena Agerer, ex sciatrice alpina italiana
- 1991 - Roman Akbašev, calciatore russo
- 1991 - Federica Apollonio, giocatrice di curling italiana
- 1991 - Davion Berry, ex cestista statunitense
- 1991 - Ivan Bukenya, ex calciatore ugandese
- 1991 - Langston Hall, cestista statunitense
- 1991 - Ali Hashemi, sollevatore iraniano
- 1991 - Jiang Yuyuan, ex ginnasta cinese
- 1991 - Yuberjen Martínez, pugile colombiano
- 1991 - Nađa Ninković, pallavolista serba
- 1991 - Daru Taumua, calciatore samoano americano
- 1991 - Borislav Terzić, calciatore bosniaco
- 1991 - Cédric Vuagniaux, giocatore di football americano svizzero
- 1991 - Yanic Wildschut, calciatore olandese
- 1992 - Gbenga Arokoyo, allenatore di calcio e ex calciatore nigeriano
- 1992 - Leonel Bontempo, calciatore argentino
- 1992 - Semaj Christon, cestista statunitense
- 1992 - Mohammad Javad Ebrahimi, lottatore iraniano
- 1992 - Johanna Elsig, ex calciatrice tedesca
- 1992 - Sigala, disc jockey e produttore discografico britannico
- 1992 - Leke James, calciatore nigeriano
- 1992 - Filip Kostić, calciatore serbo
- 1992 - Vladimir Morozov, ex pattinatore artistico su ghiaccio russo
- 1992 - Marco Moscati, calciatore italiano
- 1992 - Karen Muradyan, calciatore armeno
- 1992 - Jefferson Poirot, rugbista a 15 francese
- 1992 - Artëm Ščadin, calciatore russo
- 1993 - Saleh Al-Shehri, calciatore saudita
- 1993 - Chizuru Arai, judoka giapponese
- 1993 - Nyohor Badiane, giocatore di football americano francese
- 1993 - Marko Bakić, calciatore montenegrino
- 1993 - Crystal Bradford, cestista statunitense
- 1993 - Yinon Eliyahu, calciatore israeliano
- 1993 - Krystyna Freda, calciatrice cipriota
- 1993 - Marvin Gakpa, calciatore francese
- 1993 - Mahmoud Hamada, calciatore egiziano
- 1993 - Henoc Inonga Baka, calciatore della Repubblica Democratica del Congo
- 1993 - Afa Ismail, velocista maldiviana
- 1993 - Sean Kelly, calciatore scozzese
- 1993 - Pat O'Connor, giocatore di football americano statunitense
- 1993 - Richard Ofori, calciatore ghanese
- 1993 - Maxime Rizzo, ex sciatore alpino francese
- 1993 - Iván Rossi, calciatore argentino
- 1993 - Beka Varshanidze, calciatore georgiano
- 1993 - Daniel Wilson, calciatore guyanese
- 1994 - Niccolò Bonacchi, nuotatore italiano
- 1994 - Matteo Brunori, calciatore italiano
- 1994 - Ardin Dallku, calciatore kosovaro
- 1994 - Rudy Ford, giocatore di football americano statunitense
- 1994 - Zico Paul Friday, calciatore sudsudanese
- 1994 - Matty Kennedy, calciatore nordirlandese
- 1994 - Martina Kuenz, lottatrice austriaca
- 1994 - Miriam-Teak Lee, attrice, cantante e ballerina britannica
- 1994 - Rocky Lynch, musicista e cantante statunitense
- 1994 - Simone Magill, calciatrice nordirlandese
- 1994 - Parvizçon Umarbaev, calciatore tagiko
- 1994 - Pabllo Vittar, cantante, ballerino e blogger brasiliano
- 1994 - James Ward-Prowse, calciatore inglese
- 1995 - Moïse Adilehou, calciatore beninese
- 1995 - Joey Carbery, rugbista a 15 neozelandese
- 1995 - Joe Chealey, cestista statunitense
- 1995 - Marvin Dogue, pentatleta tedesco
- 1995 - Taylor Henrich, ex saltatrice con gli sci canadese
- 1995 - Ishaan Khatter, attore indiano
- 1995 - Dmytro Kocjubajlo, militare ucraino († 2023)
- 1995 - Margarita Mamun, ex ginnasta russa
- 1995 - Kiley McKinnon, sciatrice freestyle statunitense
- 1995 - Braian Molina, calciatore argentino
- 1995 - Nino Pungaršek, calciatore sloveno
- 1995 - Souleymane Sawadogo, calciatore burkinabé
- 1995 - Darrius Shepherd, giocatore di football americano statunitense
- 1995 - Ivan Viktorov, cestista russo
- 1996 - Anastasija Bajandina, sincronetta russa
- 1996 - Dar'ja Bajandina, sincronetta russa
- 1996 - Kean Bryan, ex calciatore inglese
- 1996 - Apostolos Christou, nuotatore greco
- 1996 - Anđela Delić, cestista bosniaca
- 1996 - Nikolina Delić, cestista bosniaca
- 1996 - Ahmed Ikhbayri, pallavolista libico
- 1996 - Mao Izumi, judoka giapponese
- 1996 - Daniela Melchior, attrice portoghese
- 1996 - Baher Elmohamady, calciatore egiziano
- 1996 - Chinanu Onuaku, cestista statunitense
- 1996 - Sean Gelael, pilota automobilistico indonesiano
- 1996 - Kamil Rychlicki, pallavolista lussemburghese
- 1996 - Lil Peep, rapper e cantautore statunitense († 2017)
- 1997 - Max Burkholder, attore e doppiatore statunitense
- 1997 - Mohamed Dellahi Yali, calciatore mauritano
- 1997 - Mark Estrella, ex calciatore peruviano
- 1997 - Relly Fernández, calciatore peruviano
- 1997 - Ahmad Hasan Ali Mahmud Ahmad, lottatore egiziano
- 1997 - Sebastián Herrera, cestista cileno
- 1997 - Kaylee Bryant, attrice statunitense
- 1997 - Ryan Mmaee, calciatore marocchino
- 1997 - Nordi Mukiele, calciatore francese
- 1997 - Elvis Rexhbeçaj, calciatore kosovaro
- 1997 - Yuzuho Shiokoshi, calciatrice giapponese
- 1997 - Alex Wolff, attore, musicista e cantante statunitense
- 1998 - Rachel Chinouriri, cantante britannica
- 1998 - Samuele Cottafava, giocatore di beach volley italiano
- 1998 - Marie-Antoinette Katoto, calciatrice francese
- 1998 - Matija Rom, calciatore sloveno
- 1998 - Jan van Tongeren, arciere olandese
- 1998 - Jaylen Warren, giocatore di football americano statunitense
- 1999 - Dyami Brown, giocatore di football americano statunitense
- 1999 - Marc García, pilota motociclistico spagnolo
- 1999 - Yéiler Góez, calciatore colombiano
- 1999 - Josh Hoey, mezzofondista statunitense
- 1999 - Benaya Srur, cestista israeliano
- 1999 - Valeria Trucco, cestista italiana
- 1999 - Linus Weber, pallavolista tedesco
- 2000 - Shinta Appelkamp, calciatore tedesco
- 2000 - Nicolás Castro, calciatore argentino
- 2000 - Teoh Kai Chen, giocatore di badminton australiano
- 2000 - Reagan Cooper, pallavolista statunitense
- 2000 - Tyler Davis, giocatore di football americano statunitense
- 2000 - Miroslav Gono, calciatore slovacco
- 2000 - Niels Nkounkou, calciatore francese
- 2000 - Lukas Petkov, calciatore bulgaro
- 2000 - Gonzalo Plata, calciatore ecuadoriano
- 2000 - Mabrouk Rouaï, calciatore francese
- 2000 - Isaiah Stevens, cestista statunitense
- 2000 - Elena Wassen, tuffatrice tedesca

## XXI secolo(18)
- 2001 - Jonny Arriba, calciatore spagnolo
- 2001 - Isaiah Crawford, cestista statunitense
- 2001 - Oskar Fallenius, calciatore svedese
- 2001 - Toussaint Gombe-Fei, calciatore centrafricano
- 2001 - Patrick Paul, giocatore di football americano statunitense
- 2001 - Asahi Uenaka, calciatore giapponese
- 2002 - Francesco Busatto, ciclista su strada italiano
- 2002 - Tessa Giele, nuotatrice olandese
- 2002 - NLE Choppa, rapper e cantautore statunitense
- 2002 - Dare Rose, nuotatore statunitense
- 2002 - Elie Tawk, fondista libanese
- 2003 - Dominik Marczuk, calciatore polacco
- 2003 - Ernest Nuamah, calciatore ghanese
- 2003 - Lautaro Rivero, calciatore argentino
- 2004 - Jayden Bartels, attrice, cantante e youtuber statunitense
- 2004 - Stephon Castle, cestista statunitense
- 2004 - Leon Ulbricht, snowboarder tedesco
- 2006 - Giuseppe Disabato, marciatore italiano